# Národní historický park Nez Perce
Národní historický park Nez Perce je tvořen z osmatřiceti památek na území států Idaho, Montana, Oregon, Washington, které jsou spjaty s indiánským kmenem Nez Perků. Památky připomínají historii, kulturu a příběhy těchto původních obyvatel. Sídlo parku se nachází v idažském Spaldingu.

## Památky
- Idaho
  - Bitevní místa na Camaských lučinách
  - Bitva o řeku Clearwater
  - Bitva o Kaňon bílého ptáka
  - Camaská prérie
  - Camp Chopunnish
  - Weippeská prérie
- Montana
  - Bitva o medvědí pracku
  - Camaská prérie
  - Národní bojiště Big Hole
- Oregon
  - Camaská prérie
  - Hřbitov náčelníka Josefa
  - Kaňon náčelníka Josefa
- Washington
  - Camaská prérie
  - Kaňon náčelníka Josefa